# Copa Merconorte 1999
Die Copa Merconorte 1999 war die 2. Ausspielung des südamerikanischen Vereinsfußballwettbewerbs. Es nahmen wieder 12 Mannschaften teil. Der kolumbianische Vertreter América de Cali gewann das Finale nach Elfmeterschießen gegen Independiente Santa Fe aus Kolumbien.

## Modus
Es nehmen 12 Mannschaften am Wettbewerb teil. Die Klubs spielen in 3 Gruppen à 4 Mannschaften. Die Gruppensieger qualifizieren sich zusammen mit dem besten zweitplatzierten Team für die Halbfinalspiele. Das Finale wird ebenso wie das Semifinale in Hin- und Rückspielen ausgetragen.

## Gruppenphase

### Gruppe A
| Pl. | Verein                    | Sp. | S | U | N | Tore    | Diff. | Punkte |
| --- | ------------------------- | --- | - | - | - | ------- | ----- | ------ |
| 1.  | América de Cali           | 6   | 4 | 2 | 0 | 013:800 | +5    | 14     |
| 2.  | CD El Nacional            | 6   | 2 | 1 | 3 | 010:140 | −4    | 07     |
| 3.  | Atlético Nacional         | 6   | 1 | 3 | 2 | 011:900 | +2    | 06     |
| 4.  | Universitario de Deportes | 6   | 1 | 2 | 3 | 007:100 | −3    | 05     |

### Gruppe B
| Pl. | Verein         | Sp. | S | U | N | Tore    | Diff. | Punkte |
| --- | -------------- | --- | - | - | - | ------- | ----- | ------ |
| 1.  | Alianza Lima   | 6   | 4 | 1 | 1 | 008:400 | +4    | 13     |
| 2.  | Barcelona SC   | 6   | 2 | 3 | 1 | 009:500 | +4    | 09     |
| 3.  | Millonarios FC | 6   | 2 | 1 | 3 | 008:800 | ±0    | 07     |
| 4.  | The Strongest  | 6   | 1 | 1 | 4 | 007:150 | −8    | 04     |

### Gruppe C
| Pl. | Verein                 | Sp. | S | U | N | Tore    | Diff. | Punkte |
| --- | ---------------------- | --- | - | - | - | ------- | ----- | ------ |
| 1.  | Independiente Santa Fe | 6   | 4 | 1 | 1 | 010:300 | +7    | 13     |
| 2.  | Caracas FC             | 6   | 4 | 0 | 2 | 009:800 | +1    | 12     |
| 3.  | CS Emelec              | 6   | 3 | 0 | 3 | 009:900 | ±0    | 09     |
| 4.  | Sporting Cristal       | 6   | 0 | 1 | 5 | 007:150 | −8    | 01     |

### Rangliste der Gruppenzweiten
| Pl. | Verein         | Sp. | S | U | N | Tore    | Diff. | Punkte |
| --- | -------------- | --- | - | - | - | ------- | ----- | ------ |
| 1.  | Caracas FC     | 6   | 4 | 0 | 2 | 009:800 | +1    | 12     |
| 2.  | Barcelona SC   | 6   | 2 | 3 | 1 | 009:500 | +4    | 09     |
| 3.  | CD El Nacional | 6   | 2 | 1 | 3 | 010:140 | −4    | 07     |

## Halbfinale
Die Hinspiele fanden am 1. und 2., die Rückspiele am 8. und 9. Dezember 1999 statt.
|                 | Gesamt          |                        | Hinspiel | Rückspiel |
| --------------- | --------------- | ---------------------- | -------- | --------- |
| América de Cali | 3:3 (4:3 i. E.) | Alianza Lima           | 3:1      | 0:2       |
| FC Caracas      | 2:2 (2:4 i. E.) | Independiente Santa Fe | 1:1      | 1:1       |

## Finale
Das Hinspiel fand am 15., das Rückspiel am 22. Dezember 1999 statt.
|                        | Gesamt          |                 | Hinspiel | Rückspiel |
| ---------------------- | --------------- | --------------- | -------- | --------- |
| Independiente Santa Fe | 2:2 (3:5 i. E.) | América de Cali | 1:2      | 1:0       |

## Beste Torschützen
| Rang | Spieler           | Klub            | Tore |
| ---- | ----------------- | --------------- | ---- |
| 1    | Juan García Rivas | Caracas FC      | 6    |
| 2    | Julián Téllez     | América de Cali | 5    |